# Litvánia megyéi
Litvánia területe 10 megyére (litván nyelven: egyes számban apskritis, többes számban apskritys) osztható, melyek mindegyikét megyeszékhelyéről nevezték el. A megyék további 60 községre (litvánul: egyes számban savivaldybė,többes számban savivaldybės) bonthatók, köztük 9 város környéki község, illetve 43 községkörzet és 8 község található. 
| 1 Vilnius megye 2 Kaunas megye 3 Klaipėda megye | 4 Panevėžys megye 5 Šiauliai megye 6 Alytus megye | 7 Birštonas megye 8 Palanga megye 9 Visaginas megye 10 Neringa megye |

| Megye                                   | Címer | Központ     | Terület (km²) | Lakosság 2001 | Lakosság (utolsó adat) | Népsürűség (fő/km²) | Helyi önkormányzatok                                                             |
| --------------------------------------- | ----- | ----------- | ------------- | ------------- | ---------------------- | ------------------- | -------------------------------------------------------------------------------- |
| Alytus megye (hallgasd meg • info)      |       | Alytus      | 5,425         | 187,769       | 135 367                | 25,0                | - Alytus - Druskininkai - Lazdijai - Varėna                                      |
| Kaunas megye (hallgasd meg • info)      |       | Kaunas      | 8,089         | 701,529       | 580 333                | 71,7                | - Birštonas - Jonava - Kaišiadorys - Kaunas - Kėdainiai - Prienai - Raseiniai    |
| Klaipėda megye (hallgasd meg • info)    |       | Klaipėda    | 5,209         | 385,768       | 336 104                | 64,5                | - Klaipėda - Kretinga - Neringa - Palanga - Skuodas - Šilutė                     |
| Marijampolė megye (hallgasd meg • info) |       | Marijampolė | 4,463         | 188,634       | 135 891                | 30,4                | - Kalvarija - Kazlų Rūda - Marijampolė - Šakiai - Vilkaviškis                    |
| Panevėžys megye (hallgasd meg • info)   |       | Panevėžys   | 7,881         | 299,990       | 211 652                | 26,9                | - Biržai - Kupiškis - Panevėžys - Pasvalys - Rokiškis                            |
| Šiauliai megye (hallgasd meg • info)    |       | Šiauliai    | 8,540         | 370,096       | 261 764                | 30,7                | - Akmenė - Joniškis - Kelmė - Pakruojis - Radviliškis - Šiauliai                 |
| Tauragė megye (hallgasd meg • info)     |       | Tauragė     | 4,411         | 134,275       | 90 652                 | 20,6                | - Jurbarkas - Pagėgiai - Šilalė - Tauragė                                        |
| Telšiai megye (hallgasd meg • info)     |       | Telšiai     | 4,350         | 179,885       | 131 431                | 30,2                | - Mažeikiai - Plungė - Rietavas - Telšiai                                        |
| Utena megye (hallgasd meg • info)       |       | Utena       | 7,201         | 185,962       | 125 462                | 17,4                | - Anykščiai - Ignalina - Molėtai - Utena - Visaginas - Zarasai                   |
| Vilnius megye (hallgasd meg • info)     |       | Vilnius     | 9,729         | 850,064       | 851 346                | 87,5                | - Elektrėnai - Šalčininkai - Širvintos - Švenčionys - Trakai - Ukmergė - Vilnius |